# H
H, h er det ottende bogstav i det latinske alfabet.  Den tilhører den af  gruppe af bogstaver som kaldes konsonanter.

## Andre betydninger
H er et tegn med flere betydninger:
1. H er et mindre anvendt romertal for 200.
2. H er kendingsbogstav for biler fra Ungarn (latin: Hungaria).
3. H er den 7. tone i den diatoniske C-dur skala (H (tone)).
4. h er en forkortelse for time (latin: Hora, engelsk: hour).
5. H er det kemiske tegn for grundstoffet brint (latin: Hydrogen).
6. h er betegnelsen for Plancks konstant.
7. H er SI-enheden for elektrisk induktans, henry.
8. h er SI-præfiks for hekto (dansk: Hundrede).
9. (H) bruges om advokater, der har møderet for Højesteret.
10. H var/er bogstavet for Det Humanistiske Parti.
11. H bruges som tegn til landingspladser for helikoptere.
12. H anvendes som forkortelse for hovedbanegård, f.eks. København H.
13. H benyttes som symbol for Hannover på tyske nummerplader.
14. Linje H er en S-togslinje i København. Der har tidligere været en anden linje med samme betegnelse.